# Магас (Египет)
Вижте пояснителната страница за други личности с името Магас.
Магас (на старогръцки: Mαγας; Magas, живял 3 век пр.н.е.) е египетски принц от династията на Птолемеите.
Магас е син на Птолемей III Евергет (246 - 221 пр.н.е.) и Береника II († 221 пр.н.е.), дъщеря на Магас, последният цар на Кирена и Апама II, дъщеря на Антиох I Сотер.
Брат е на Птолемей IV (221–204 пр.н.е.), Арсиноя III и Береника. След смъртта на брат му Птолемей IV, той е отстранен от главния министър Сосибий.